# Амбер Бенсон
Амбер Никол Бенсон (енгл. Amber Nicole Benson; Бермингхам, САД, 8. јануар 1977) је америчка глумица, режисерка и сценаристкиња.
Најпознатија је по улози Таре Маклеј у серији Бафи, убица вампира. Такође је глумила у филмовима Chance и Lovers, Liars & Lunatics које је режирала и продуцирала.
Глумила је и у серијама Приватна пракса, Увод у анатомију и другим.
Бенсон такође пише романе и стрипове, углавном у сарадњи са Кристофером Голденом.